# Fabrikvorstadt (Hof)
Die Fabrikvorstadt ist ein Stadtteil der kreisfreien Stadt Hof in Bayern.

## Lage und Geschichte
Die Fabrikvorstadt liegt östlich der Saale gegenüber der Innenstadt. Von West nach Ost gibt es wegen der Lage im Saaletal erhebliche Steigungen.
Im Stadtteil gibt es ein Stadtviertel namens Gärtla. Es hat allerdings nichts mit einem Garten zu tun. Alternativ besteht auch der Name Vertl. Der Name Gärtla ist im Hofer Sprachgebrauch noch sehr gebräuchlich, zum Beispiel gibt es im Viertel auch eine Bushaltestelle mit dem Namen Gärtla.
Die Fabrikvorstadt entstand größtenteils während der Industrialisierung. Vor 1900 gab es dort viele Fabriken, von denen noch ein großes Areal existiert. Ein unbebautes Gebiet wurde für den Bau moderner Studentenappartements genutzt, weitere sollen folgen. Die Bebauung stammt größtenteils aus der Gründerzeit. Einige Häuser wurden beim Bombardement der Leimitzer Straße zerstört.

## Sehenswürdigkeiten
Die evangelische St.-Johannes-Kirche wurde 1937 erbaut. Markant ist der unverputzte Turm, der deutlich älter wirkt als das moderne Kirchenschiff.
Zum Ortsteil gehört die Ostseite der Saale. Dort gibt es einen Weg für Fußgänger und Radfahrer sowie Liegewiesen. An der Saale befindet sich ein Studentenwohnheim der Hochschule Hof.
Für Diskussionen sorgt der Plan der Stadtverwaltung, das stark sanierungsbedürftige „Blaue Haus“ abzureißen, obwohl dieses ein Baudenkmal ist.

## Wirtschaft und Infrastruktur
Die Fabrikvorstadt entstand durch die Niederlassung großer Betriebe im 19. Jahrhundert. Die ehemalige Textilgruppe, ein Zusammenschluss von mehreren kleinen Spinnereien, hatte dort ihren Sitz. Heute befindet sich dort das Nachfolgeunternehmen, die Hoftex Group. In dem Gebäude der renovierten Firmenzentrale aus der Zeit der Industrialisierung haben sich auch andere Institutionen niedergelassenen wie beispielsweise die Volkshochschule.

## Bildgalerie

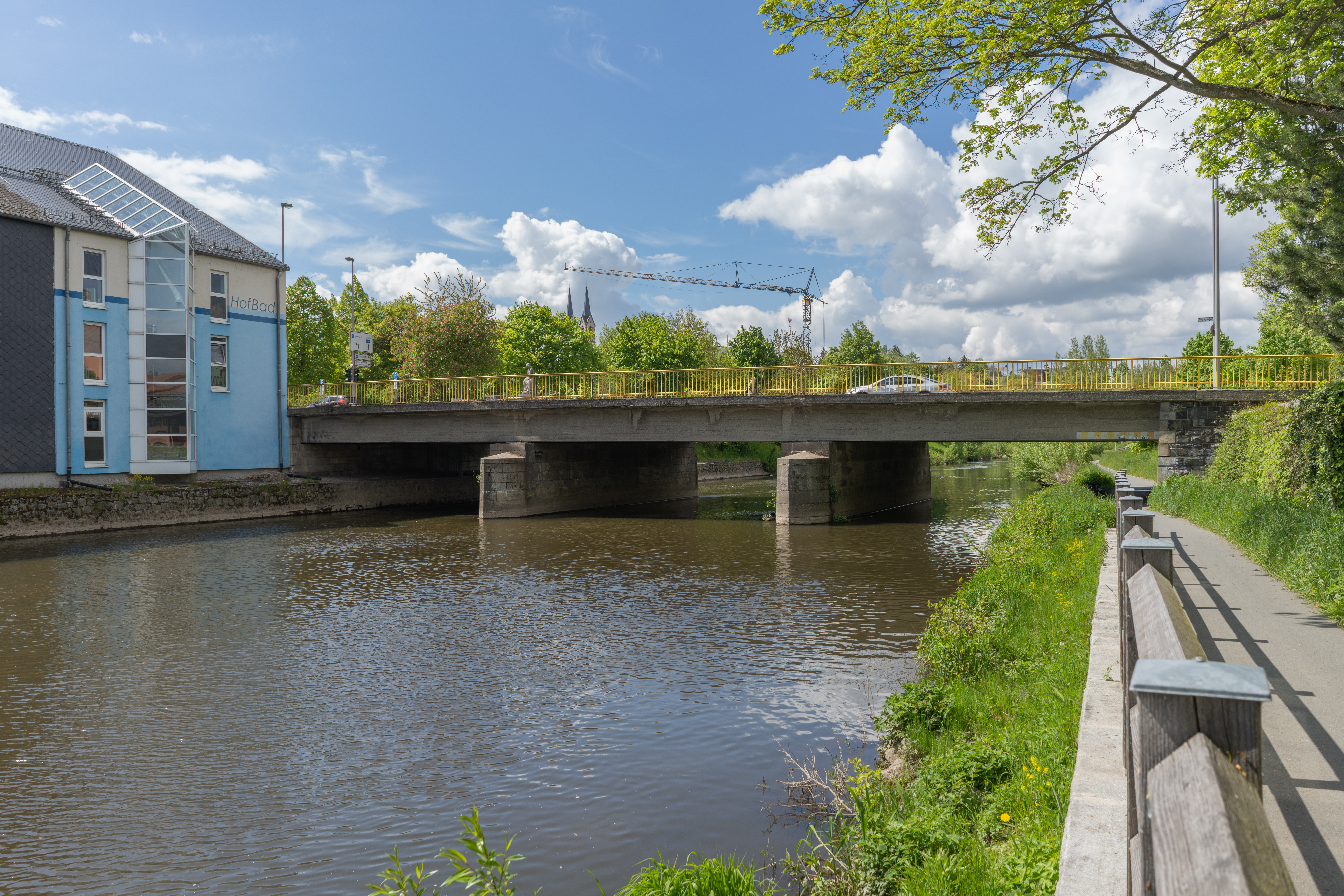
Friedrich-Ebert-Brücke
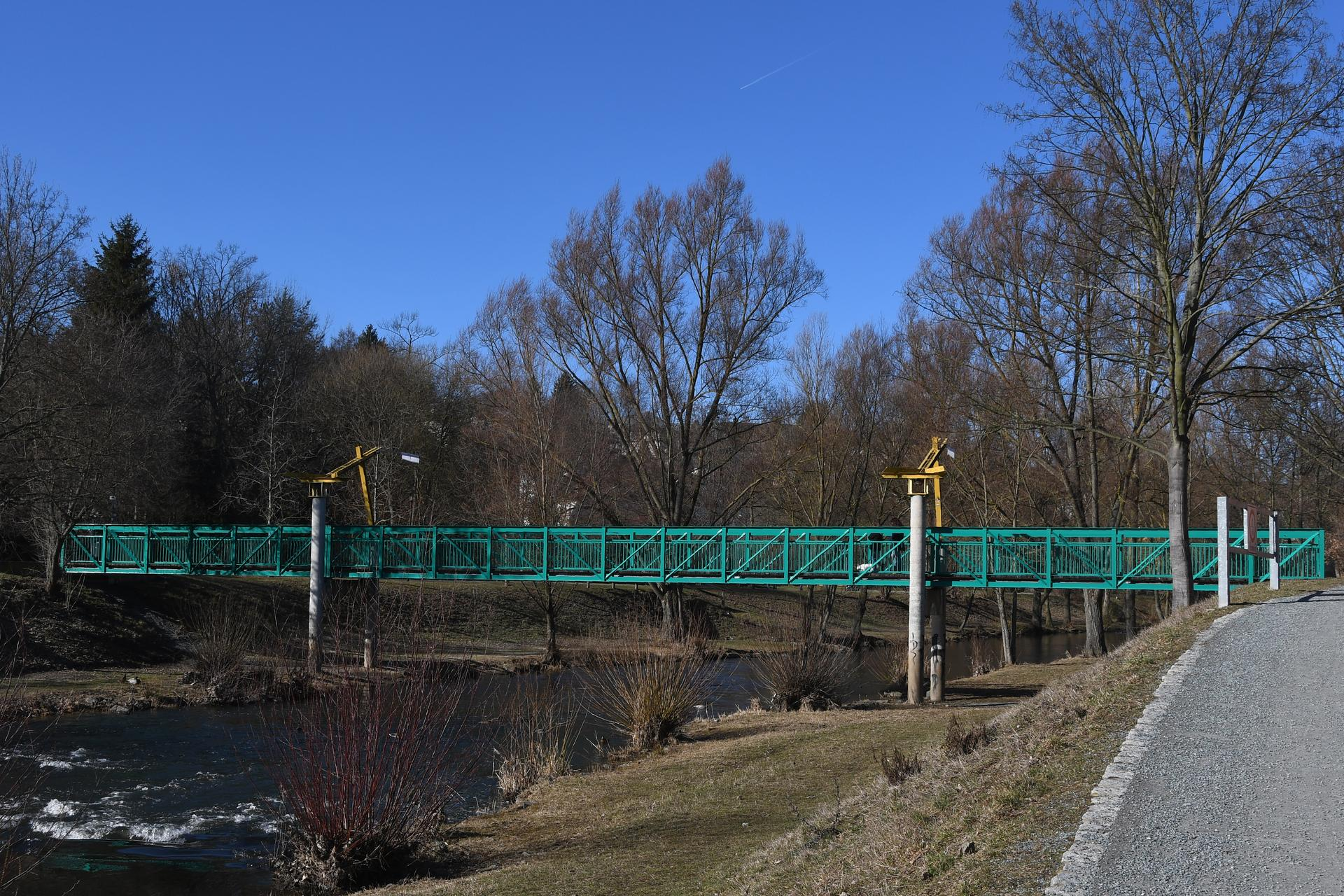
Textilsteg
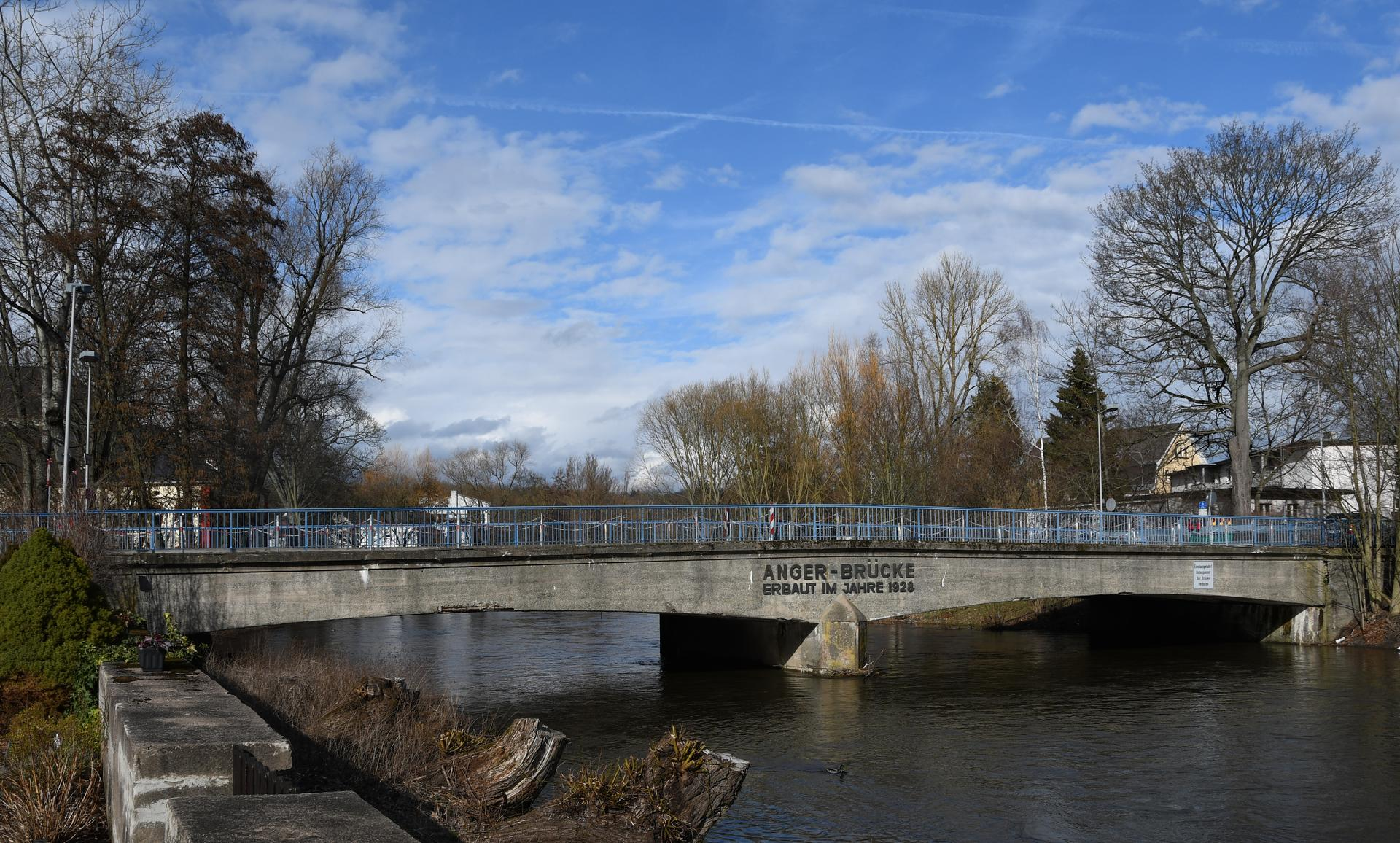
Mittlerer Anger
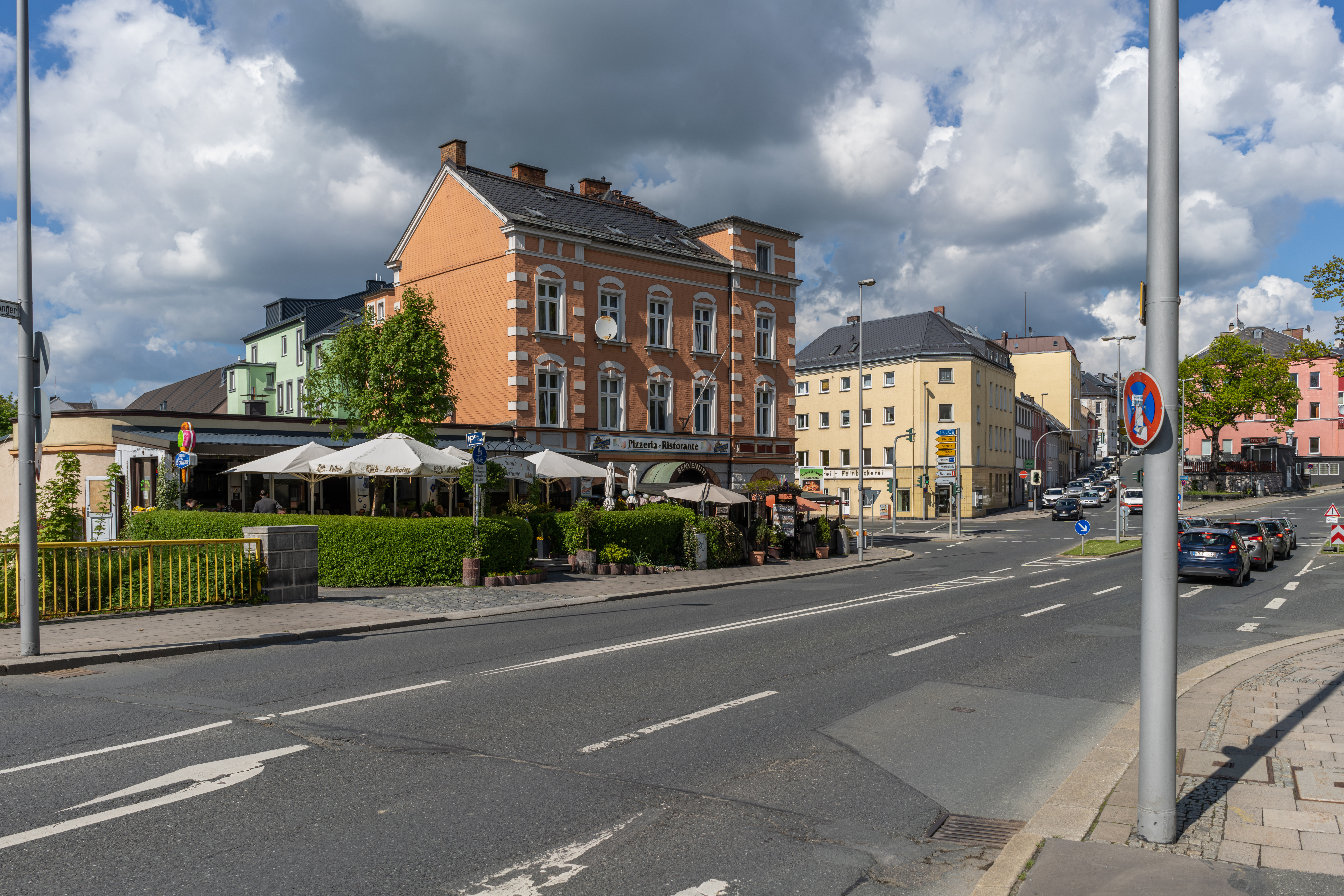
Pestalozziplatz
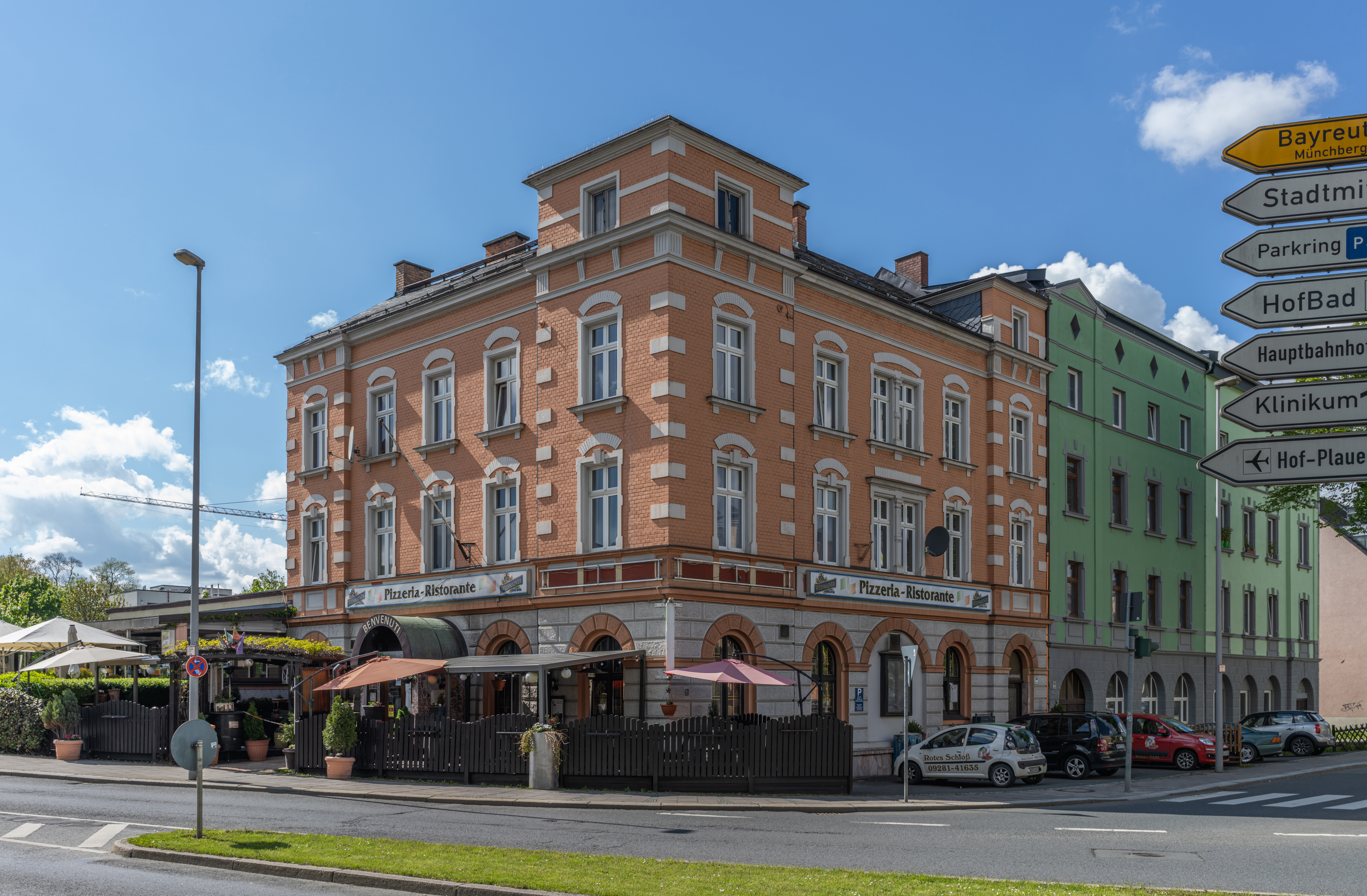
„Rotes Schloss“
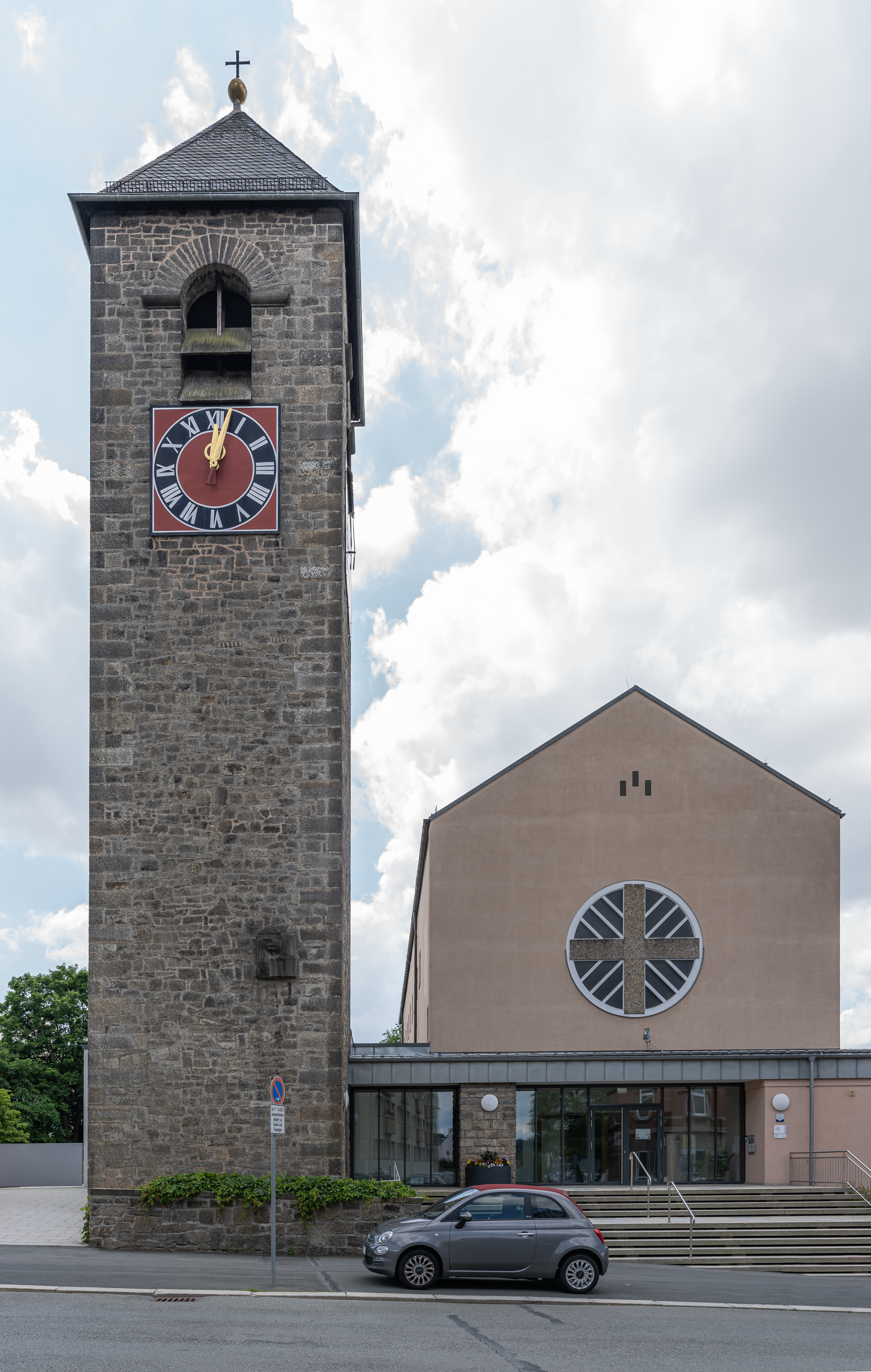
St.-Johannes-Kirche
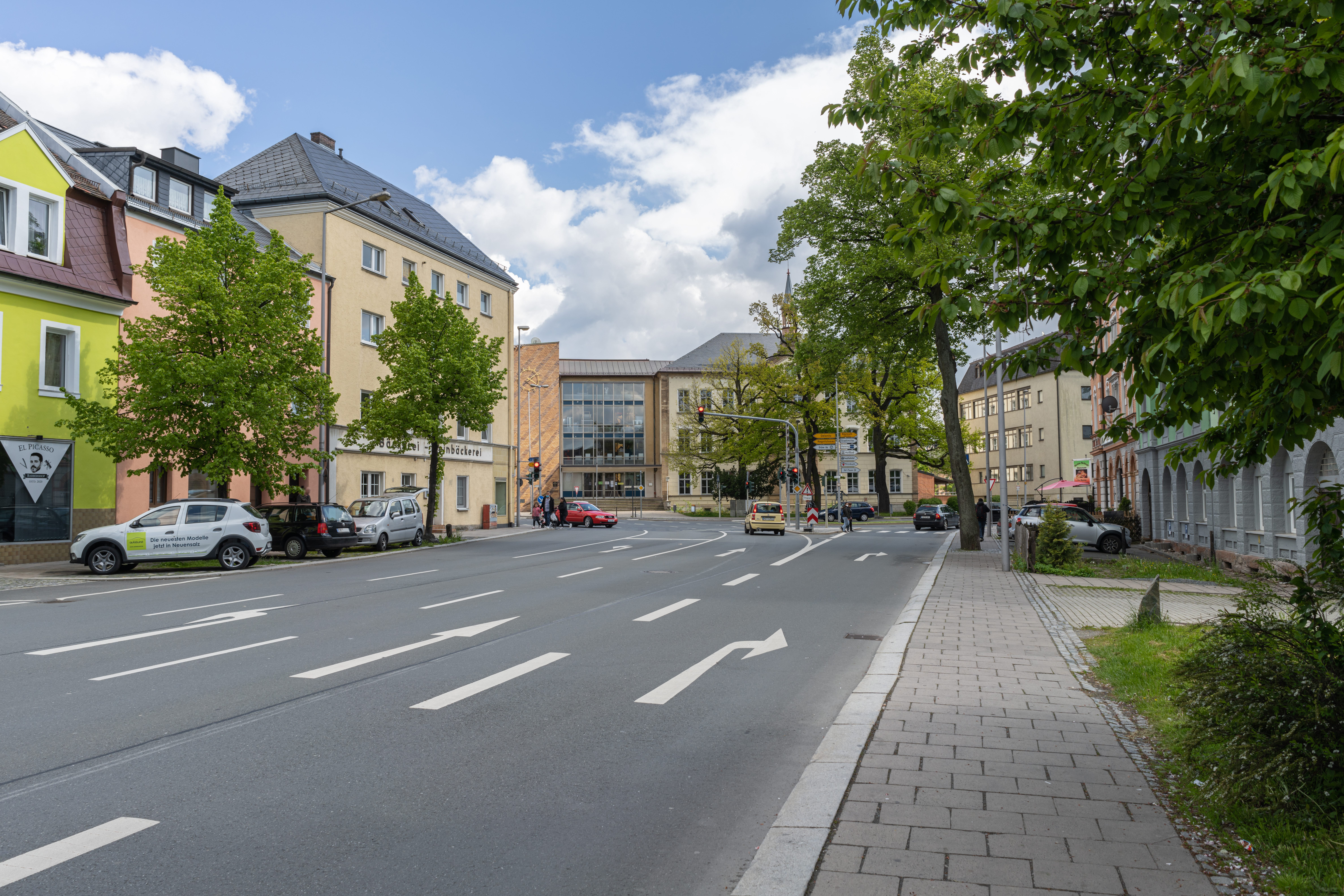
Fabrikzeile mit der Berufsschule
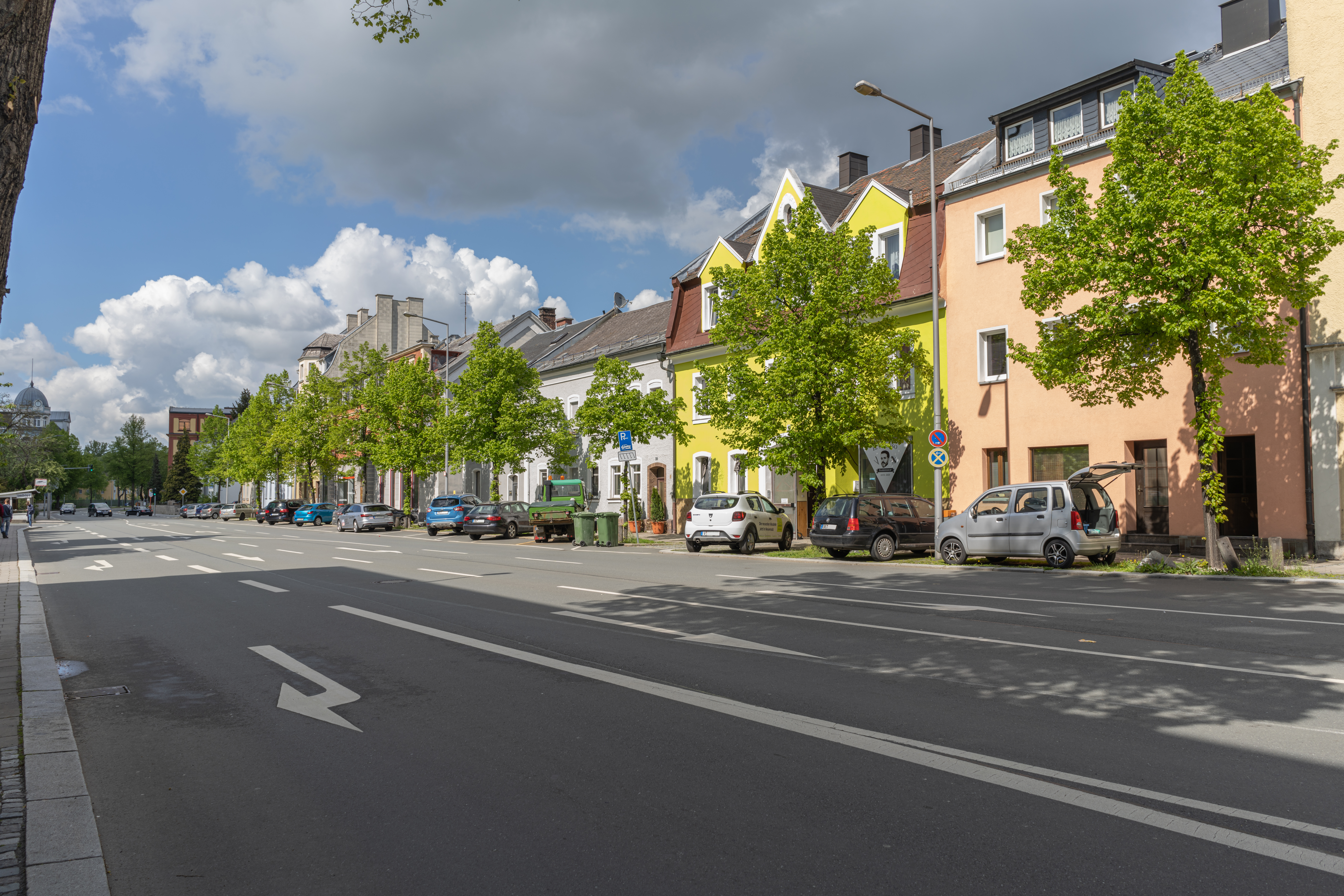
Südliche Fabrikzeile
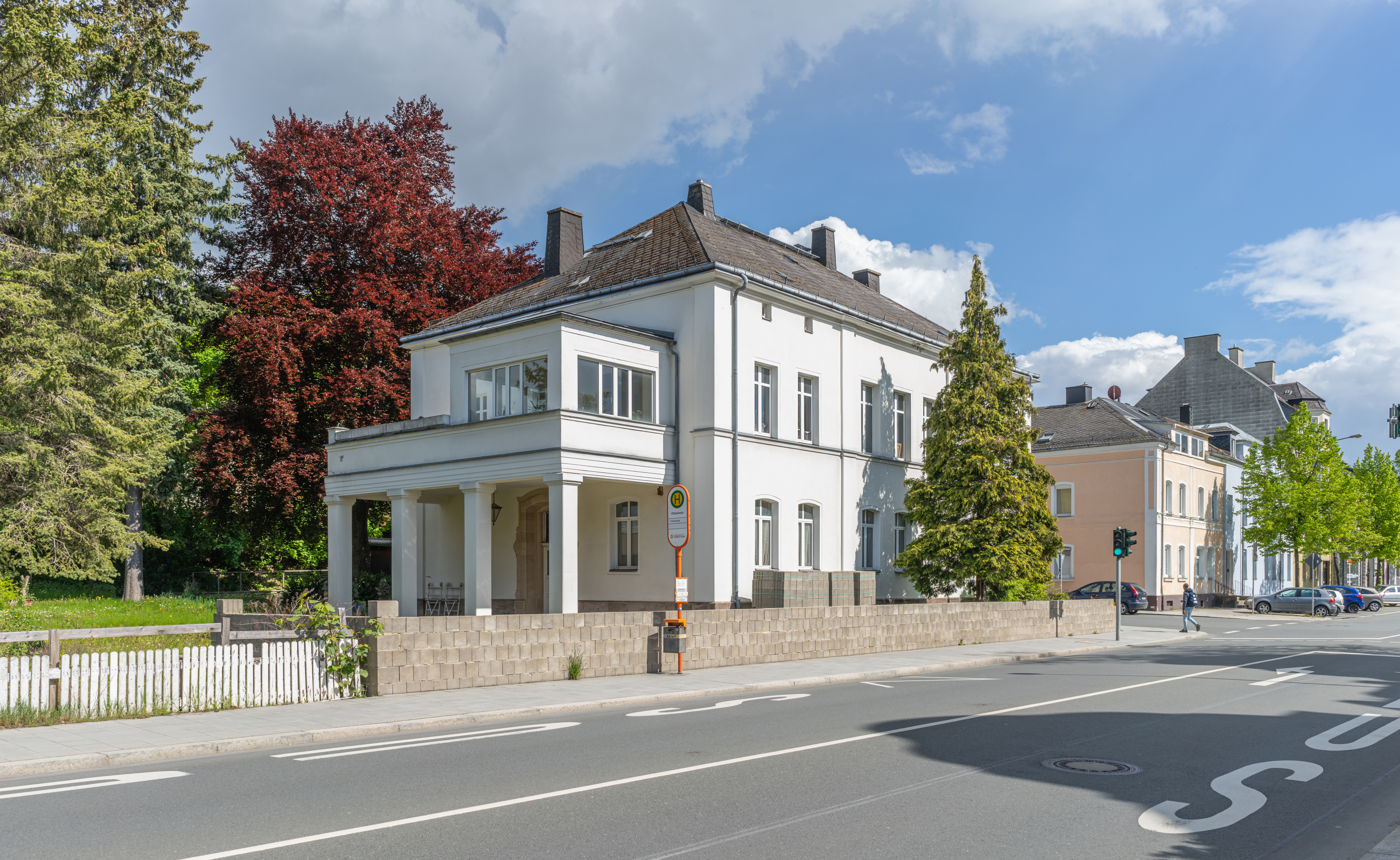
Mittlere Fabrikzeile
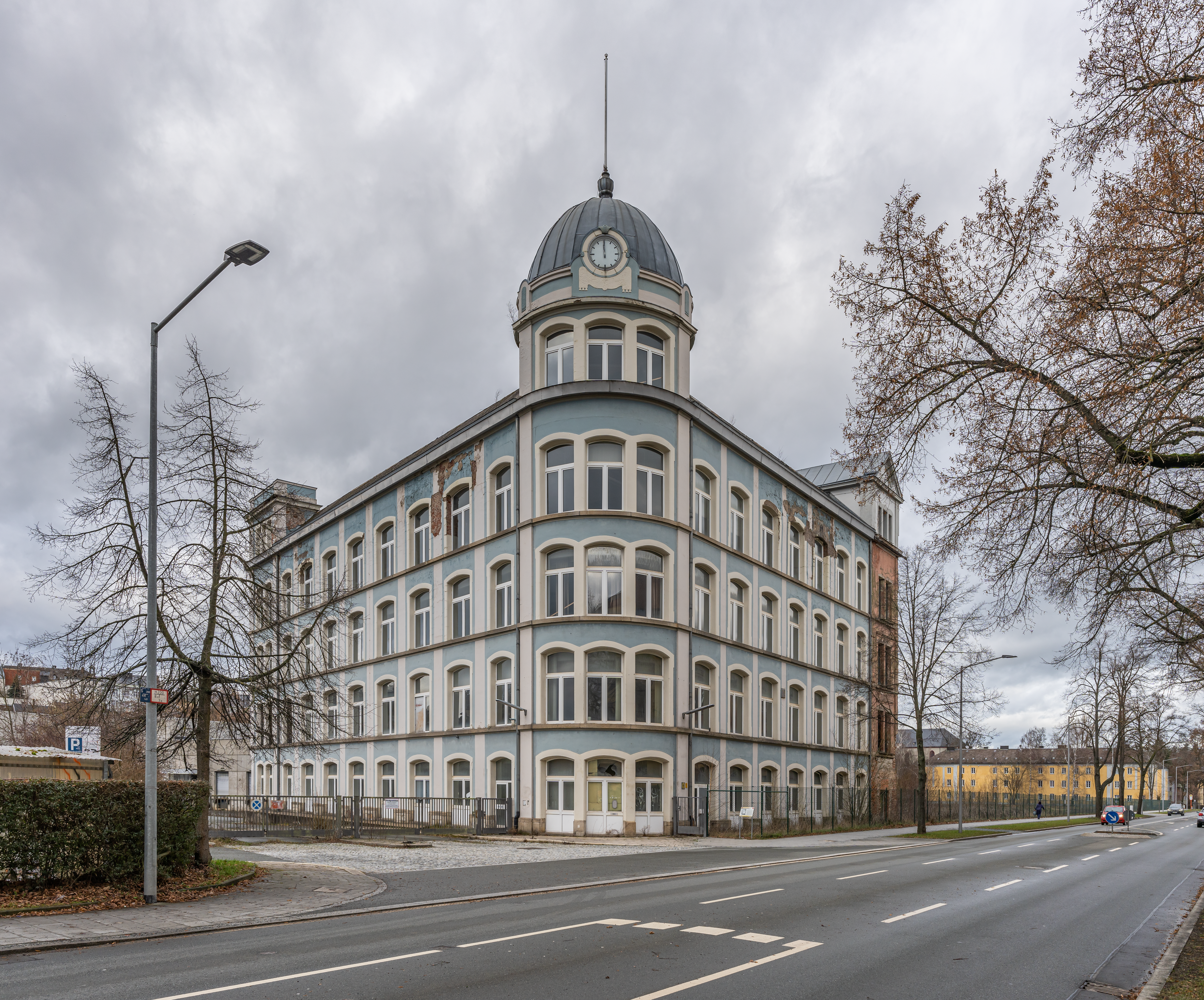
„Blaues Haus“
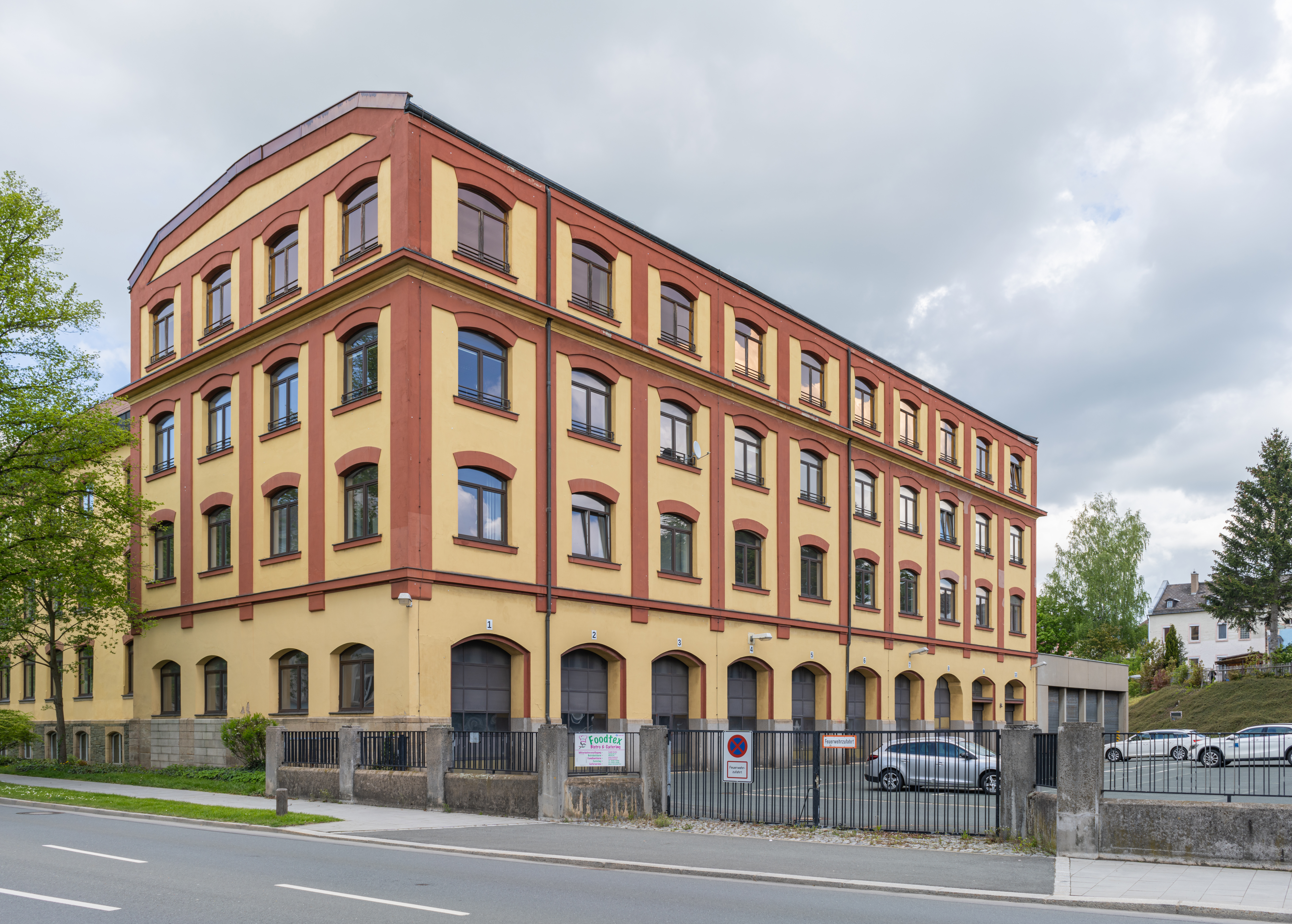
Fabrikgebäude
Unternehmenssitz Hoftex
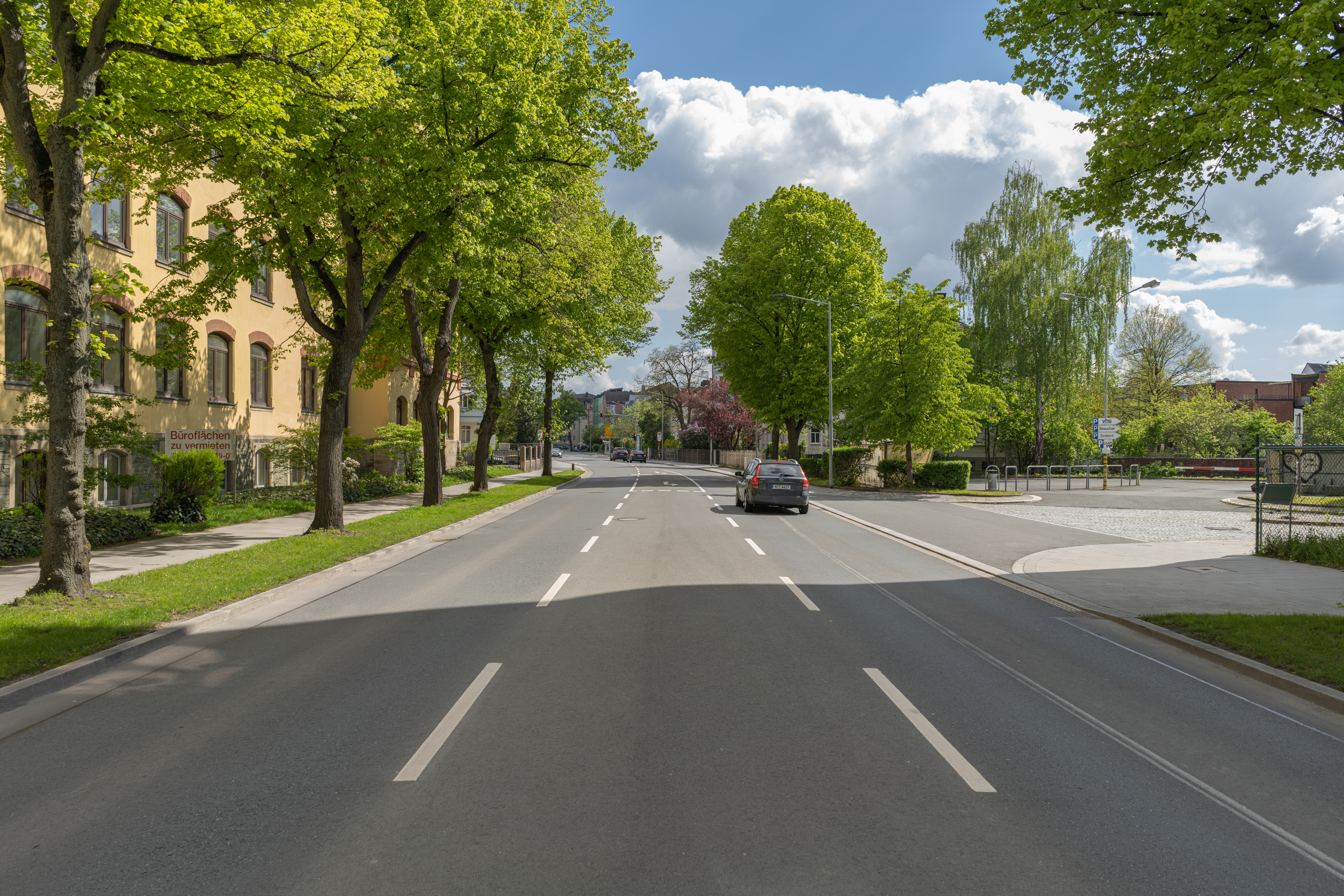
Fabrikzeile von Norden